# Baydarlı, Reşadiye
Baydarlı là một thị trấn thuộc huyện Reşadiye, tỉnh Tokat, Thổ Nhĩ Kỳ. Dân số thời điểm năm 2011 là 2.399 người.